# Henry Cary (4e vicomte Falkland)
Pour les articles homonymes, voir Henry Cary et Cary.
Henry Cary, 4e vicomte Falkland (1634-2 avril 1663) est un homme politique anglais qui siège à la Chambre des communes entre 1659 et 1663.

## Biographie
Il est le fils de Lucius Cary, 2e vicomte Falkland et de son épouse Lettice Morison, fille de Richard Morison de Tooley Park, Leicestershire. Il fait ses études à Hayes, Middlesex sous la direction du Dr Thomas Triplett. Il hérite du titre de vicomte Falkland après la mort de son frère Lucius Cary en 1649 et voyage à l'étranger en France en 1650. Cary comme son père et son frère aîné, a des sympathies royalistes et pendant les premières années de l'Interrègne anglais, ses mouvements sont surveillés par le Conseil d'État, mais après que William Lockhart de Lee, l'ambassadeur du Protecteur à Paris, l'ait évalué, il n'est plus perçu comme une menace sérieuse pour le nouvel établissement.
En 1659, il est élu député d'Oxfordshire au troisième Parlement du Protectorat où il s'oppose à la reconnaissance de l'autre Chambre. Au cours de la deuxième période du Commonwealth, il se range contre les officiers responsables de la New Model Army à Londres et est arrêté pour participation au soulèvement royaliste de 1659 et envoyé à la Tour de Londres. En février 1660, il soutient le général George Monck lorsque, avec d'autres gentilshommes de l'Oxfordshire, il signe une déclaration appelant à un parlement libre. Le mois suivant, il est nommé juge de paix et commissaire de la milice de l'Oxfordshire.
Il est réélu en tant que député d'Oxford et d'Arundel et choisit de siéger pour Oxford au Parlement de la Convention. Il est actif dans ce parlement, soutenant la cause anglicane et royaliste, et il est choisi comme l'un des douze membres désignés pour aller chercher le roi Charles II en Hollande. Pendant que Charles est à Canterbury, Cary retourne à Londres avec une lettre du roi au Parlement.
Au cours des débats sur la loi sur l'indemnisation et l'oubli, il "a pris une position ferme envers les régicides, et a fait valoir que tout membre qui avait siégé à la haute cour de justice devrait être exclu de la chambre. En ce qui concerne les parlementaires, il souhaitait punirWilliam Sydenham (en) et John Pyne (en) mais pas de la peine de mort, et il s'oppose à la peine limitée proposée pour Francis Lascelles".
En juin 1660, peu de temps après la restauration du roi Charles II, il est nommé colonel de cavalerie et gentilhomme de la chambre privée. Depuis lors jusqu'à sa mort subite en 1663, il est actif à la cour et au service royal. En 1661, il est élu député d'Oxfordshire au Parlement cavalier et tient diverses commissions militaires. Il soutient la couronne pendant les débats sur le projet de loi sur la milice qui affirme les pouvoirs de la couronne sur les forces armées, mais est mal vu de certains à la cour pour son soutien ardent à l'Acte d'uniformité, exprimant clairement son aversion pour les catholiques et les dissidents. En 1661, il est nommé colonel d'infanterie dans la garnison de Dunkerque. En août 1662, il est élu au Parlement irlandais pour Fore et y passe quelque temps, et en octobre 1662, après la dissolution de son régiment, il est nommé capitaine d'une troupe de cavalerie en Irlande. Le même mois, il retourne à Londres pour reprendre ses travaux au sein des comités des Communes.
Il est l'auteur de la pièce The Marriage Night. Situé en Castille, il a des thèmes de tragédie et de vengeance, dont Samuel Pepys écrit dans son journal après l'avoir vu "une sorte de tragédie, et certaines choses très bonnes, mais le tout ensemble, je pensais, non" (Journal de Samuel Pepys, 21 mars 1667).
Il est décédé à l'âge de 29 ans environ et est enterré à Great Tew.

## Famille
Le 14 avril 1653, Cary épouse Rachel Hungerford, fille d'Anthony Hungerford (en) de Blackbourton Oxfordshire. Ils ont un fils, Anthony Cary (5e vicomte Falkland) (1656-1694). Rachel Hungerford se remarie à deux reprises, l'un de ses maris étant James Hayes (1637-1694) (en). Elle est décédée à Bedgebury dans le Kent le 24 février 1718.